# ПБ-4СП
ПБ-4СП «Оса» — безствольний пістолет призначений для використання зі спеціальними набоями травматичної дії, світлозвуковими, сигнальними, освітлювальними, маркующими та лакриматорними.
Через відсутність ствола значно спрощено обслуговування, електрична схема ініціювання не дає можливості застосування нерегламентованих боєприпасів.

## Бойове застосування

### Російсько-українська війна
Поблизу населеного пункту Димер на Київщині спецпризначенці ГУР МО України знищили колону Росгвардії. Залишені окупантами в розбитих машинах документи 748 окремого батальйону оперативного призначення Росгвардії (в/ч 6912, м. Хабаровськ) серед яких був атестат з переліком наявної в підрозділі зброї. В переліку було названо, зокрема, 18,5-мм пістолет безствольний ПБ4СП (54 одиниці). Для них російські військові мали кілька тисяч травматичних, світлозвукових, освітлювальних (18,5×60Т, 18,5×60СЗ, 18,5×60О відповідно).